# فرودگاه کورگان
فرودگاه کورگان (به روسی: Аэропорт Курган) فرودگاهی عمومی واقع در کورگان در کشور روسیه است که توسط JSC Kurgan Airport اداره می‌شود.

## شرکت‌های هواپیمایی و مقصدهای پروازی
As of September 2016
| شرکت‌های هواپیمایی | مقصدهای پروازی |
| ----------------- | -------------- |
| یوتی‌ایر اوییشن    | ونوکووا        |